# Maigret et la nuit du carrefour
Maigret et la nuit du carrefour (Maigret's Night at the Crossroads) est un téléfilm britannique réalisé par Sarah Harding en 2017, troisième épisode de la mini-série Maigret, diffusée par la chaîne ITV à partir de 2016.

## Synopsis
Un bijoutier juif, Isaac Goldberg, fait la route Anvers - Étampes pour y vendre sa marchandise de pierres et bijoux volés. Au rendez-vous fixé, à trois kilomètres d'Arpajon, il se fait assassiner. Son corps sera retrouvé le lendemain par Madame Michonnet, dans le garage et dans la voiture d'un ressortissant danois, Carl Andersen, qui vit avec sa sœur Else. Lorsque l'homme est emmené pour être interrogé, il nie toute connaissance du meurtre, mais l'établissement de sa véritable identité pose problème. Maigret assiste aux funérailles d'un ancien collègue, puis reçoit l'ordre de mission du juge de travailler en collaboration avec son collègue l'inspecteur Louis Grandjean de la brigade d'Arpajon.

## Fiche technique
- Scénario : Stewart Harcourt (d'après le roman de Georges Simenon : La Nuit du carrefour)
- Musique : Samuel Sim
- Pays :  Angleterre
- Durée : 87 minutes
- Réalisation : 2017
- Sortie : 16 avril 2016 (en Angleterre sur ITV)
16 avril 2017 (en France sur France 3)

## Distribution
- Rowan Atkinson : le commissaire Jules Maigret
- Lucy Cohu : Madame Maigret
- Aidan McArdle : le juge Comeliau
- Ben Caplan : Isaac Goldberg
- Katherine Kanter : Sarah Goldberg
- Tom Wlaschiha : Carl Andersen
- Mia Jexen : Else Andersen
- Kevin McNally : l'inspecteur Louis Grandjean
- Leo Staar (en) : l'inspecteur Lapointe
- Shaun Dingwall : l'inspecteur Janvier
- Robin Weaver : Madame Michonnet
- Paul Chahidi : Monsieur Michonnet
- Wanda Opalinska : Jo Jo

## Autour du téléfilm
Il s'agit du troisième épisode de la série avec Rowan Atkinson dans le rôle du commissaire Maigret. Un quatrième épisode a été tourné pour cette deuxième saison 2017 : Maigret au « Picratt's », du même roman de Georges Simenon. Cependant, est annoncé par la chaîne ITV en 2018, que la série sera annulée et qu'aucun autre épisode ne sera tourné,.